# Гіберт Олександр Геннадійович
Олекса́ндр Генна́дійович Гі́́берт (11.03.1982 Нікополь) — заслужений майстер спорту України з кікбоксингу, 10 кратний чемпіон України, п'ятикратний чемпіон світу, чемпіон Євразії.

## Біографія
Навчався в Нікопольській середній школі № 8, під час навчання отримав звання майстера спорту.
Навчався в Харківській юридичній академії ім. Я.Мудрого, факультет правознавство. Тренувався в клубі боксу та кікбосингу «Юридична академія».
У 2010 році відкрив клуб єдиноборств «Олександр» в приміщенні Нікопольського металургічного технікуму. Вихованці Олександра вибороли срібні медалі на юнацькому міжнародному турнірі, що відбувся у Харкові.
Одружений, дружина — Марина.

## Спортивна кар'єра
Першим тренером був Олексій Губарев, клуб «Алекс» м. Нікополь.
У 1999 році в складі юнацької зборної України на Чемпіонаті світу виборов перше місце нокаутом.

## Нагороди
- Чемпион міста (Нікополь)  1996,
- 2000 р. — I мсце, Чемпіонат світу;
- 2001 р. — I місце, Чемпіонат світу;
- 2004 р. — II місце, Чемпіонат світу;
- 2005 р. — II місце, Чемпіонат світу;
- 2006/2007 н.р. — I місце, Чемпіонат світу